# Сумувко (гміна Осек)
Сумувко (пол. Sumówko) — село в Польщі, у гміні Осек Бродницького повіту Куявсько-Поморського воєводства.
Населення — 129 осіб (2011).
У 1975-1998 роках село належало до Торунського воєводства.

## Демографія
Демографічна структура станом на 31 березня 2011 року:
|          | Загалом | Допрацездатний вік | Працездатний вік | Постпрацездатний вік |
| -------- | ------- | ------------------ | ---------------- | -------------------- |
| Чоловіки | 78      | 24                 | 46               | 8                    |
| Жінки    | 51      | 8                  | 28               | 15                   |
| Разом    | 129     | 32                 | 74               | 23                   |